# Podul Crimeii din Moscova
Podul Crimeii sau Podul Krîmski (în rusă Крымский мост, transliterat: Krîmski most) este un pod suspendat de oțel din Moscova. El traversează râul Moscova, la o distanță de 1.800 de metri sud-vest de Kremlin, și face parte din Centura Grădinilor. Podul leagă Piața Crimeii (în rusă Krîmskaia ploșcead) de la nord cu strada Krîmski Val de la sud. Stațiile metroului din Moscova cele mai apropiate sunt Park Kulturî și Oktiabrskaia.
Podul actual a fost finalizat pe 1 mai 1938, ca parte a programului ambițios al lui Iosif Stalin de reconstrucție a centrului Moscovei. Proiectat de inginerul V. P. Konstantinov și de arhitectul Aleksandr Vasilievici Vlasov, el este cel de-al patrulea pod din acest loc și singurul pod suspendat din întreaga Moscovă.

## Istoric
Primul pod de pontoane a fost construit din lemn în anul 1786. Ulterior, acesta a fost reconstruit ca un dig din lemn cu o deschidere centrală lungă de 15 metri pentru trecerea barjelor. Ambele poduri de lemn au fost avariate frecvent de gheață și de inundații și au trebuit să fie reparate în numeroase ocazii.
Primul pod de oțel, construit în 1873 de Amand Struve după proiectul lui V. K. Speyer, avea două cadre metalice din grinzi cu zăbrele, lungi de 64 de metri și susținute de un pilon central. Traficul s-a mutat în interiorul cadrelor, care au fost aglomerate si nesigure. Companiile de exploatare a tramvaielor au emis o regulă ce prevedea că numai un singur tramvai putea circula pe pod, la un moment dat, pentru a preveni blocajele de trafic.
În perioada reconstrucției Moscovei din timpul lui Stalin, fiecare pod din centrul orașului a fost reconstruit sau programat pentru demolare. Podul Crimeii a fost programat să fie înlocuit în 1935. Podul vechi trebuia să se afle în exploatare până când înlocuitorul său era finalizat, deoarece capitala sovietică nu-și putea permite întreruperea circulației pe Centura Grădinilor. Între 21 și 26 mai 1936, vechiul pod a fost deplasat pe o distanță de cincizeci de metri, fiind amplasat pe piloni temporari. Pentru prima dată în istoria sovietică, o structură lungă de 128 de metri și grea de 4000 tone a fost mutată cu succes. Podul vechi s-a aflat în funcțiune până ce noul pod a fost finalizat pe 1 mai 1938.

## Podul modern
Lungimea totală a podului (inclusiv rampele de acces) este de 668 de metri (podul în sine are 262,5 metri, deschiderile au 47,25 + 168,0 + 47,25 metri). Lățimea totală este de 38,4 metri, inclusiv o șosea centrală lată de 24 de metri (cu 6 benzi) și două benzi pietonale late de câte 5 metri.
Lanțurile cu ochiuri sunt realizate din oțel SDS (СДС, Oțel [pentru] Palatul Sovietelor) laminat de uzina NKMZ, fiecare za are 4 cm grosime, iar fiecare bandă are lățimea de 93 cm. Lanțurile susțin două grinzi (fiecare cu peste 300 de metri lungime), iar capetele lor sunt ancorate în contragreutăți masive de beton. Grinzile susțin traverse late de 50 de centimetri, aflate la distanță de 1,6 metri; aceste traverse sunt acoperite cu un tablier din beton.
Podul a fost reprezentat pe timbrele poștale sovietice de două ori – în martie 1939 și în decembrie 1948. Unic din punct de vedere vizual (cel puțin la Moscova), Podul Crimeii este unul dintre podurile cel mai puțin eficiente în termeni de costuri materiale. Construcția sa a necesitat aproape 10.000 de tone de oțel sau 1 tonă pe metru pătrat (el-însuși având un raport foarte scăzut de utilizare a suprafeței, 24 la 38,4).
Tablierul a fost înlocuit în 2001. În timpul reparațiilor, traficul a fost restricționat, dar nu a fost închis complet.

## Imagini

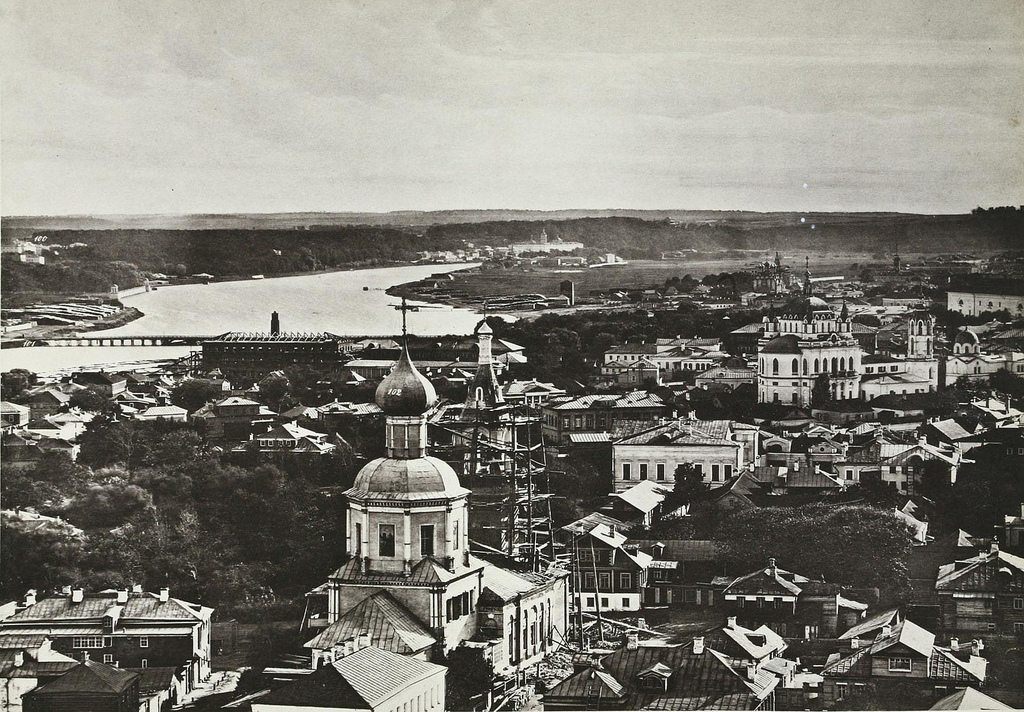
Podul Crimeii în 1867
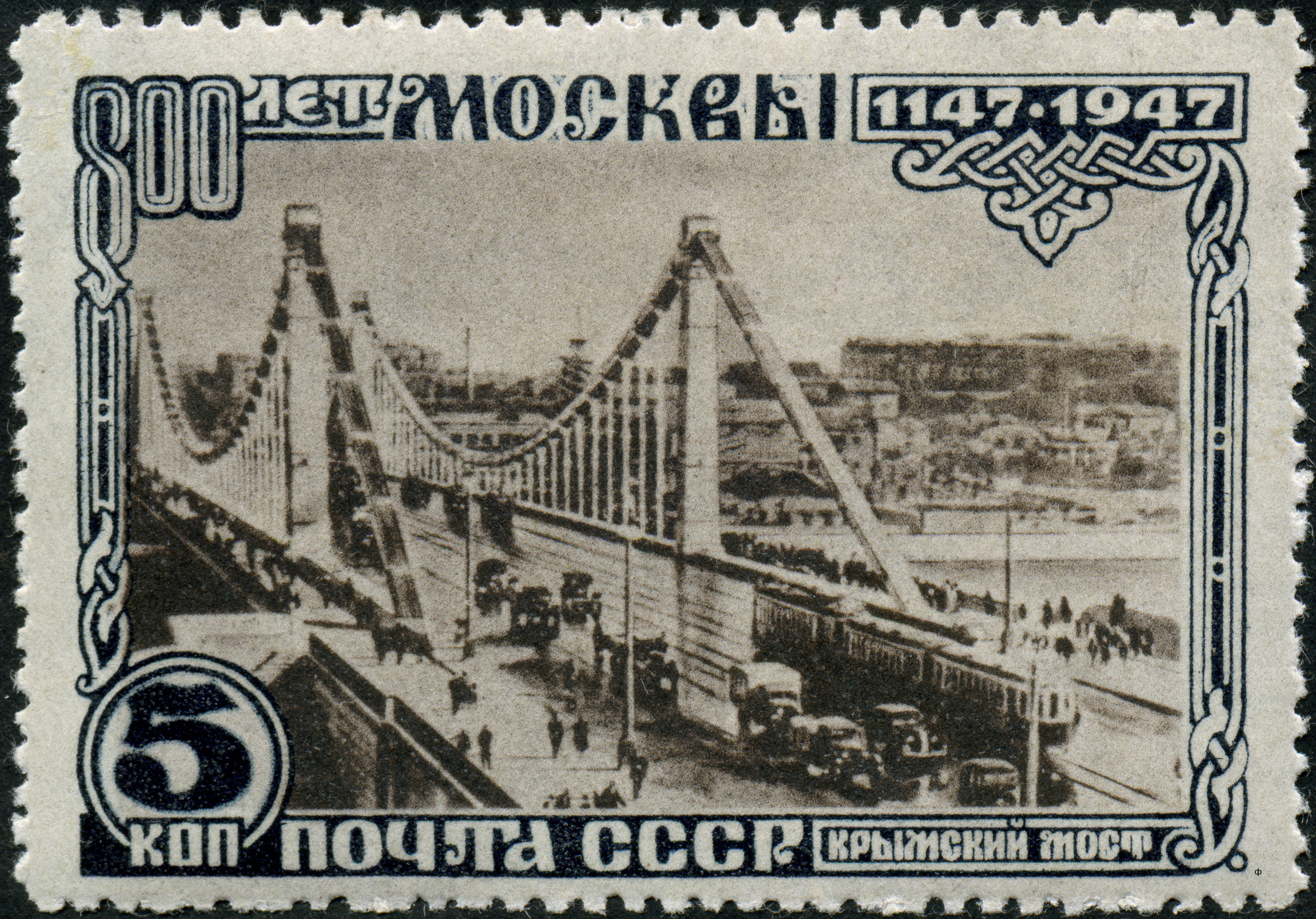
Timbru din 1947
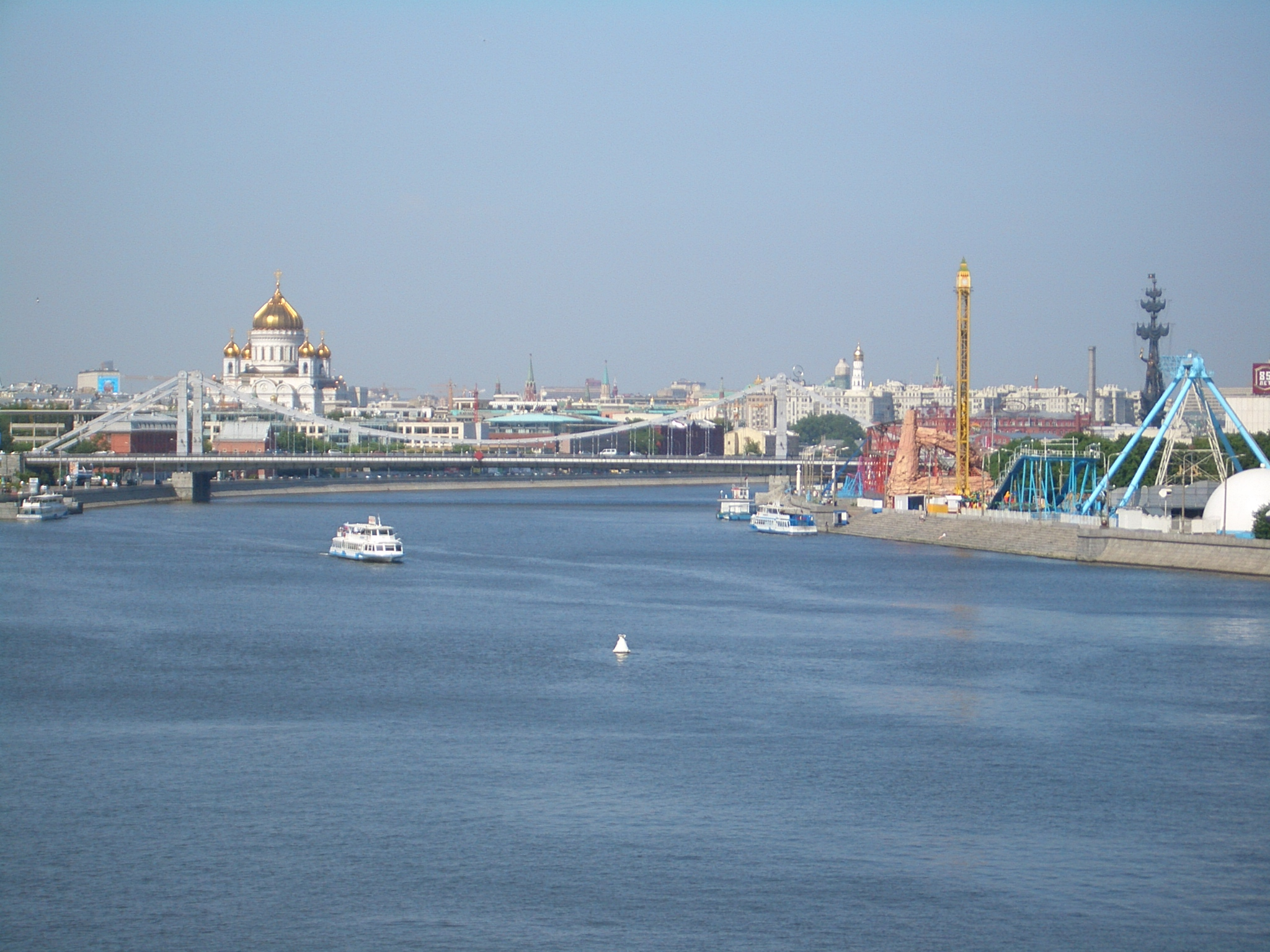
Podul Crimeii
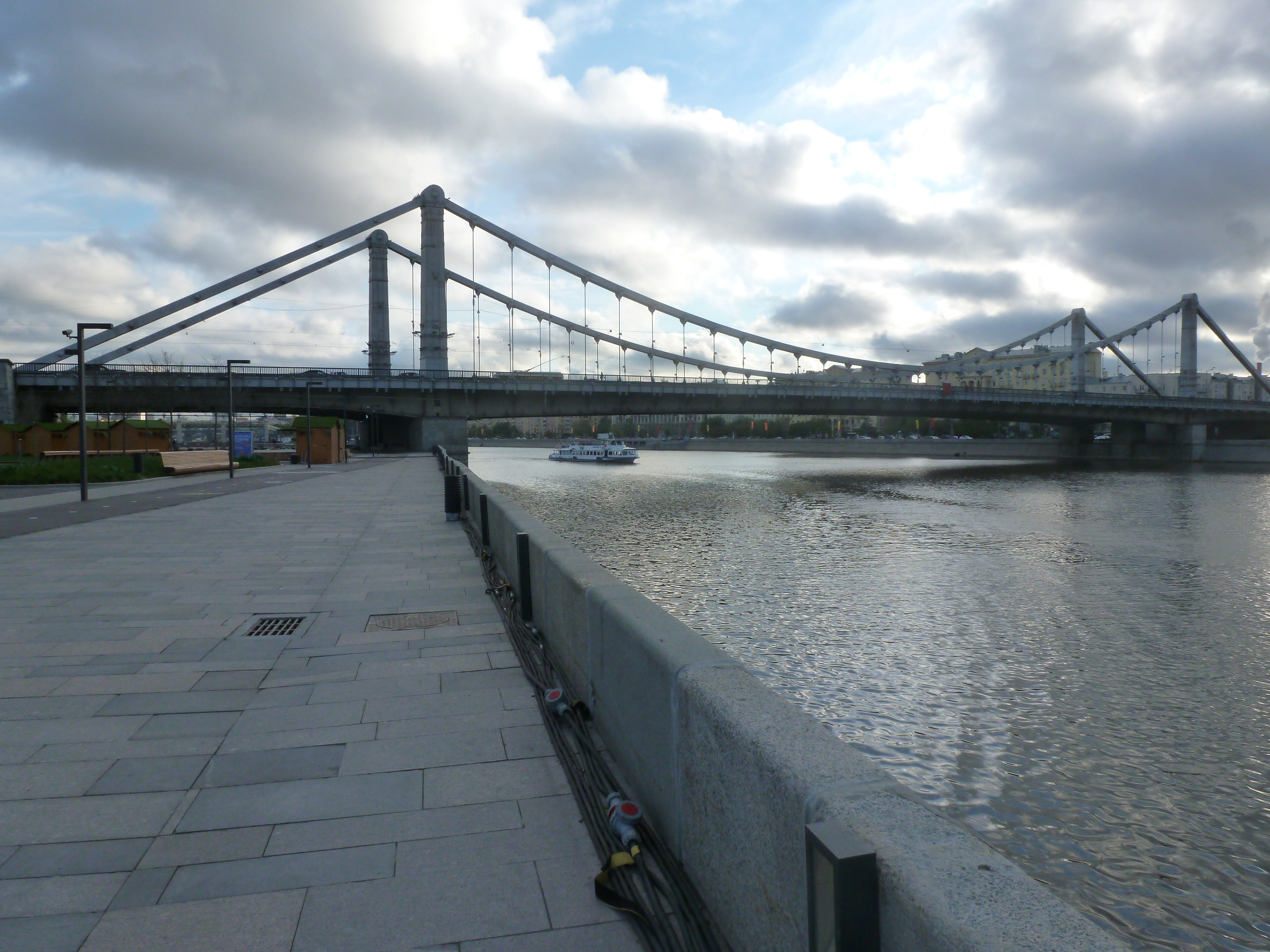
Podul Crimeii
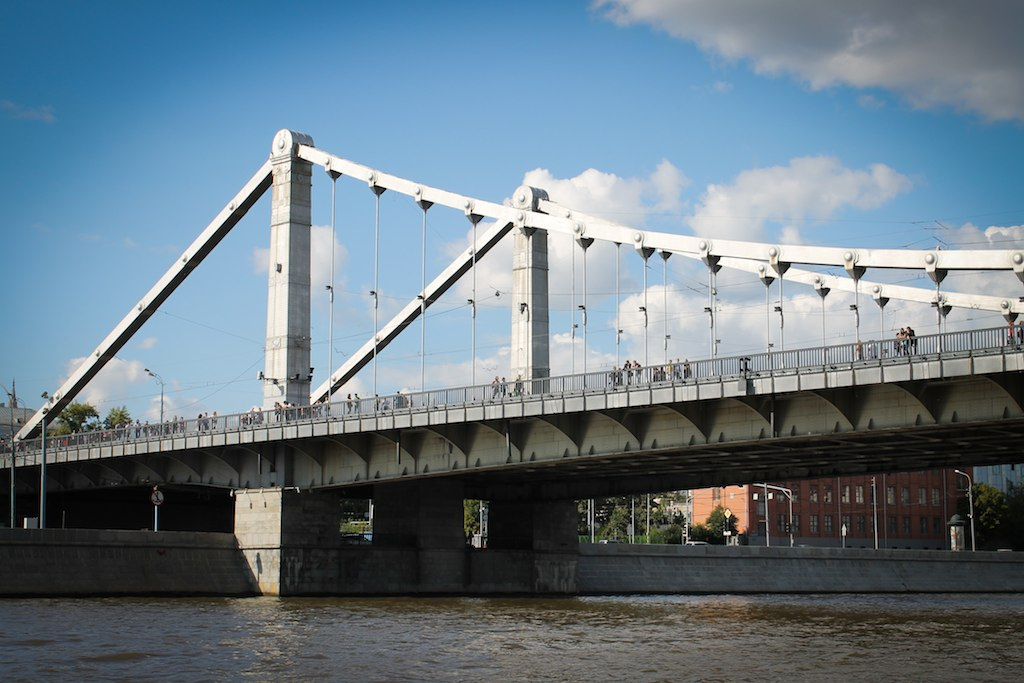
Podul Crimeii
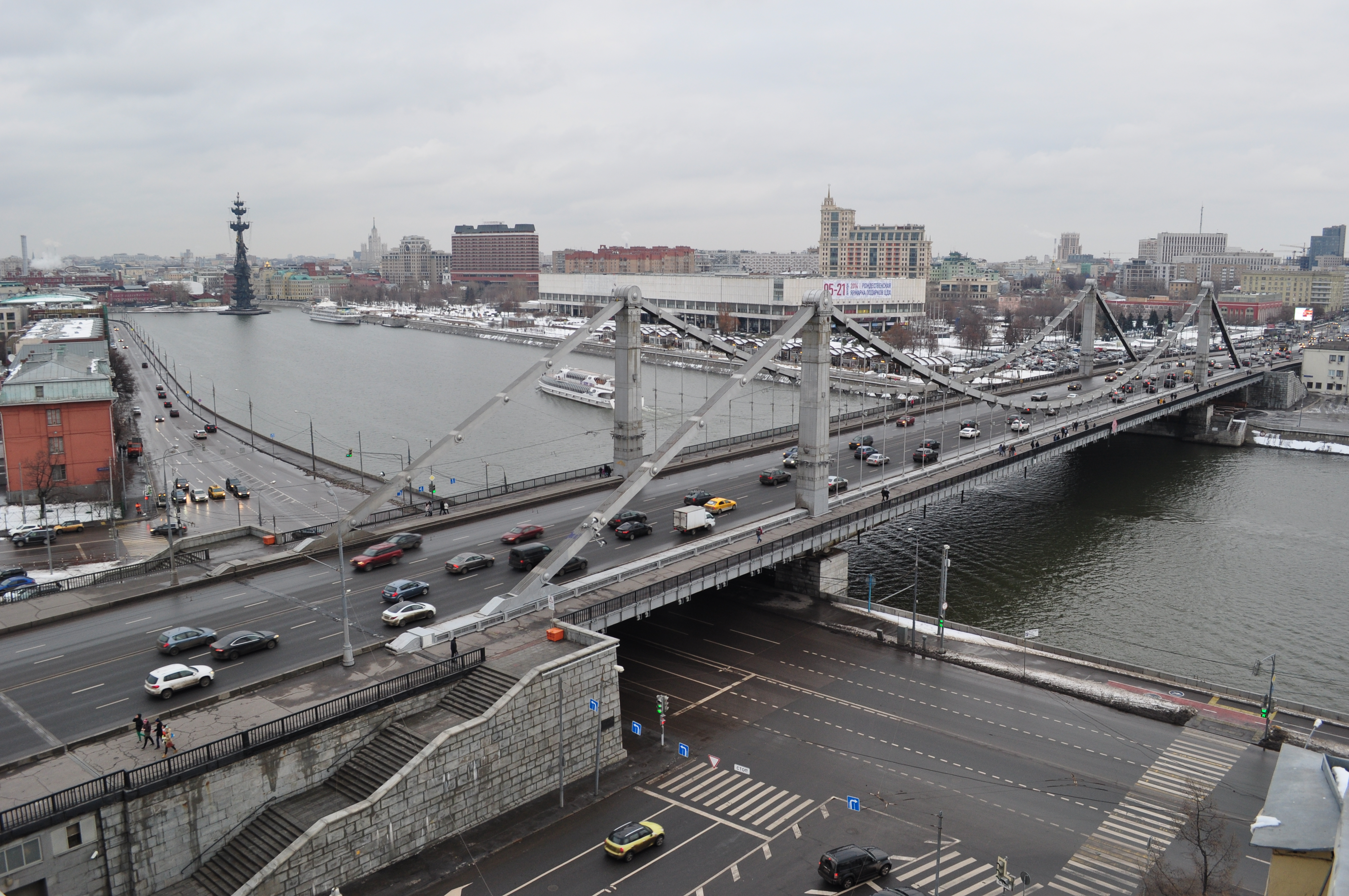
Podul Crimeii văzut de sus